# Machsor Tripartitum

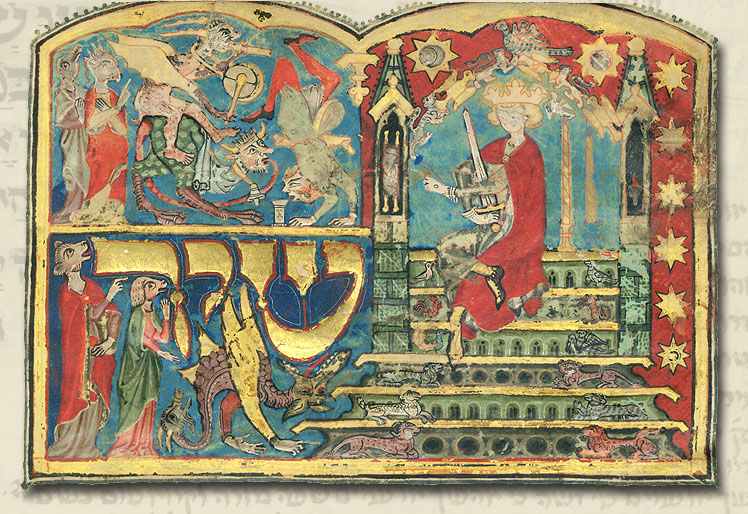
Hohes Lied der Liebe. Königin Saba und Dämon vor König Salomon. Machsor Tripartitum, Konstanz oder Bodenseeregion 1320, Budapest, Kaufmann Collection, A 384, fol. 183v

Der Machsor Tripartitum ist ein jüdisches Gebetbuch aus dem beginnenden 14. Jahrhundert. Es entstand vermutlich in Konstanz und enthält ausgesuchte Gebete und Stellen aus dem Tanach, die an besonderen Sabbattagen und hohen Feiertagen vorzulesen sind.
Das Gebetbuch wurde vermutlich in Konstanz zwischen 1300 und 1330 in zwei Bänden angelegt. Heute ist es in drei Manuskripten in der Bibliothek und dem Informationszentrum der Ungarischen Akademie der Wissenschaften in Budapest, der British Library in London und der Bodleian Library in Oxford erhalten. Die relativ kleinen Codices waren für den persönlichen Gebrauch bestimmt und dem hohen finanziellen Status der jüdischen Auftraggeber angemessen, die sich diese Arbeiten leisten konnten. Vom Schreiber selbst weiß man wenig mehr als seinen Namen Chajim.

## Bedeutung
Der Machsor Tripartitum gehört zu den illuminierten hebräischen Handschriften, die im Bodenseeraum vor 1348 in städtischen Werkstätten in Konstanz selbst und dessen Umland entstanden. Ihre Entstehung ist eng verknüpft mit der Blütezeit höfischer Literatur in dieser Region. Sie werfen ein Licht auf das kulturelle Klima der Region und verkörpern eine zuvor nicht bekannte Integration weltlicher Kultur mit höfischen und weltlichen Motiven in den rituellen religiösen Bereich. Die städtischen Werkstätten ersetzten die mönchischen Schreibstuben an der Wende vom 13. zum 14. Jahrhundert nahezu, deren Handschriften einer langen Tradition folgend von größerer Formalität gekennzeichnet waren.
Man vermutet, dass bei der Entstehung der illuminierten hebräischen Handschriften jüdische Schreiber mit christlichen Illuminatoren, deren Illustration ohne jüdische Berater oder Mitarbeiter kaum möglich gewesen wäre, zusammenwirkten. Der Schreiber Chajim hatte dabei die Aufgabe, das Text- und Bildverhältnis auf den Pergamentseiten zu planen und während des Schreibprozesses Platz für die später zu gestaltenden Initialworte und Illuminationen zu lassen. Erst danach gingen die Buchmaler ans Werk. Eine Begegnung des jüdischen Schreibers mit christlichen Buchmalern ist demnach sehr wahrscheinlich.

## Inhalt

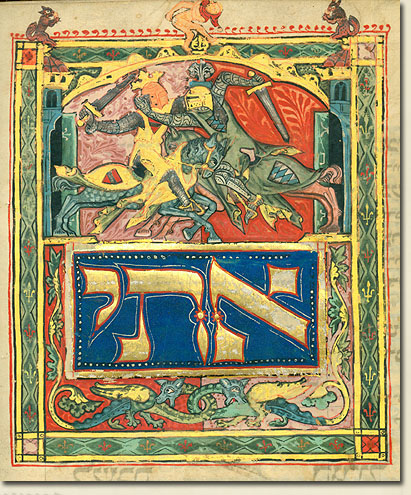
Kampf Ludwigs IV. und Friedrichs des Schönen als personalisierter Zweikampf. Machsor Tripartitum, Konstanz oder Bodenseeregion um 1322, Budapest (Orientalische Sammlung, Kaufmann MS A 384), fol. 13v

Zu den bedeutenden Abbildungen gehört die Illustration des Buchs Ruth und des Hohelieds der Liebe mit der Darstellung König Salomons, das die jüdische Tradition auf die Beziehung zwischen Gott und dem Volk Israel deutet.
Hierzu gehört die polemische Illustration des liturgischen Textes für den Sabbat vor Pessach Komm mit mir vom Libanon, meine Braut (Hoheslied 4,8 ) Gezeigt wird der Kampf des Liebenden um die Braut:
Dargestellt sind Friedrich der Schöne aus dem Haus Habsburg im Kampf mit Herzog Ludwig von Bayern, dem späteren Kaiser Ludwig IV. Während des Kampfs um den Thron (1314–1322) spielten die Juden von Überlingen als Geldgeber Friedrichs des Schönen eine bedeutsame Rolle. Die Illustration gibt Zeugnis von einem politischen Ereignis und findet als politische Aussage seinen Weg in den sakralen Bereich einer liturgischen hebräischen Handschrift zum Gebrauch in einer Synagoge.
Zu den weiteren Themen, die in den Manuskriptilluminationen auftauchen, gehören (nach neueren Forschungen): 
- die Kombination von jüdischen, islamischen und christlichen Traditionen, die sich in der Figur von König Salomons Kontrolle der Dämonen manifestiert;[1]
- die Ikonographie von Ruth in Anlehnung an die jüdische und judenähnliche Bildtradition der Darstellung von Ruth;[2]
- und die negative Einstellung zu instrumentaler mittelalterlicher Musik.[3]